# Байсангур Беноевский

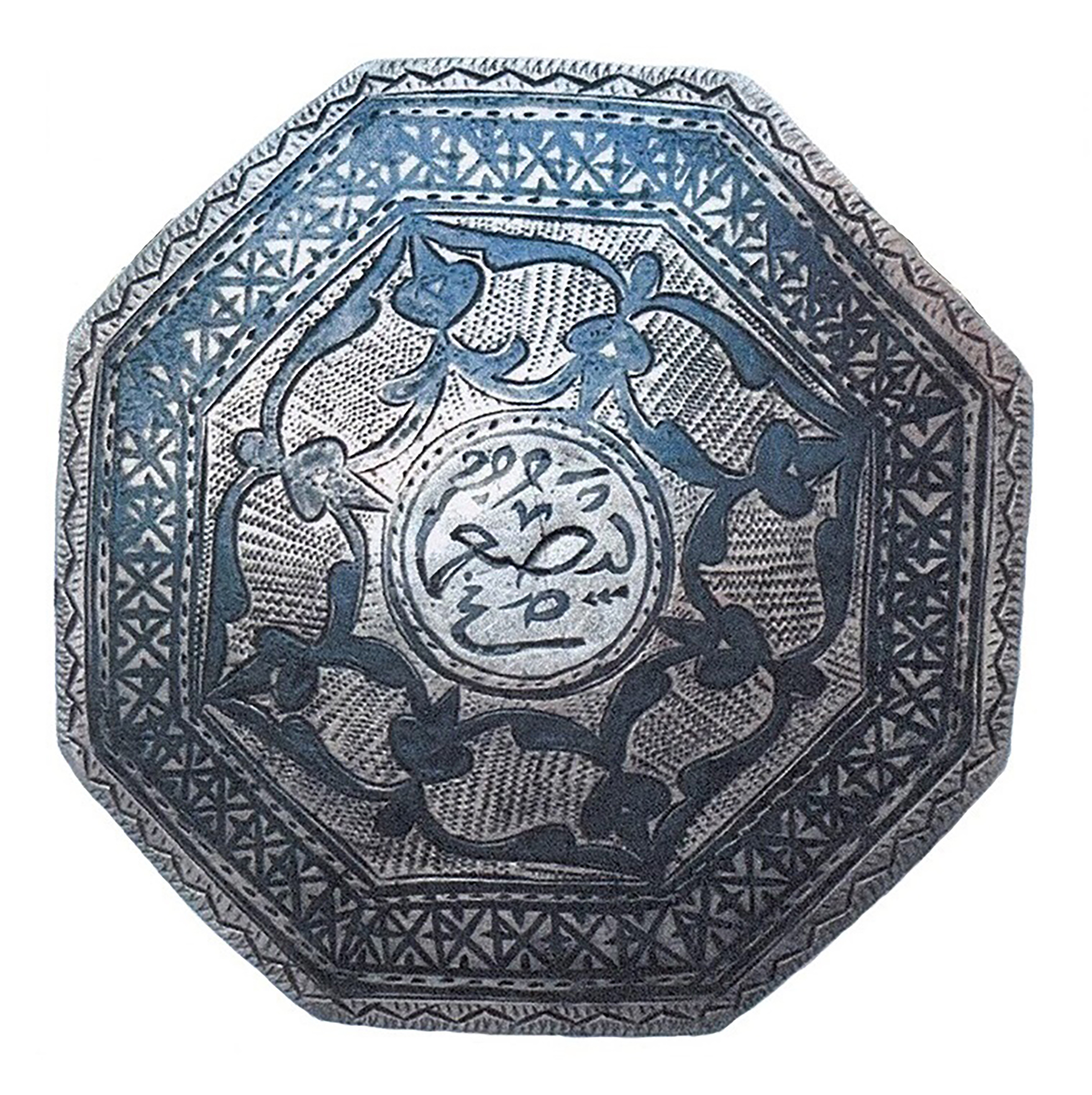
Медаль Байсангура Беноевского (Баршкиева)

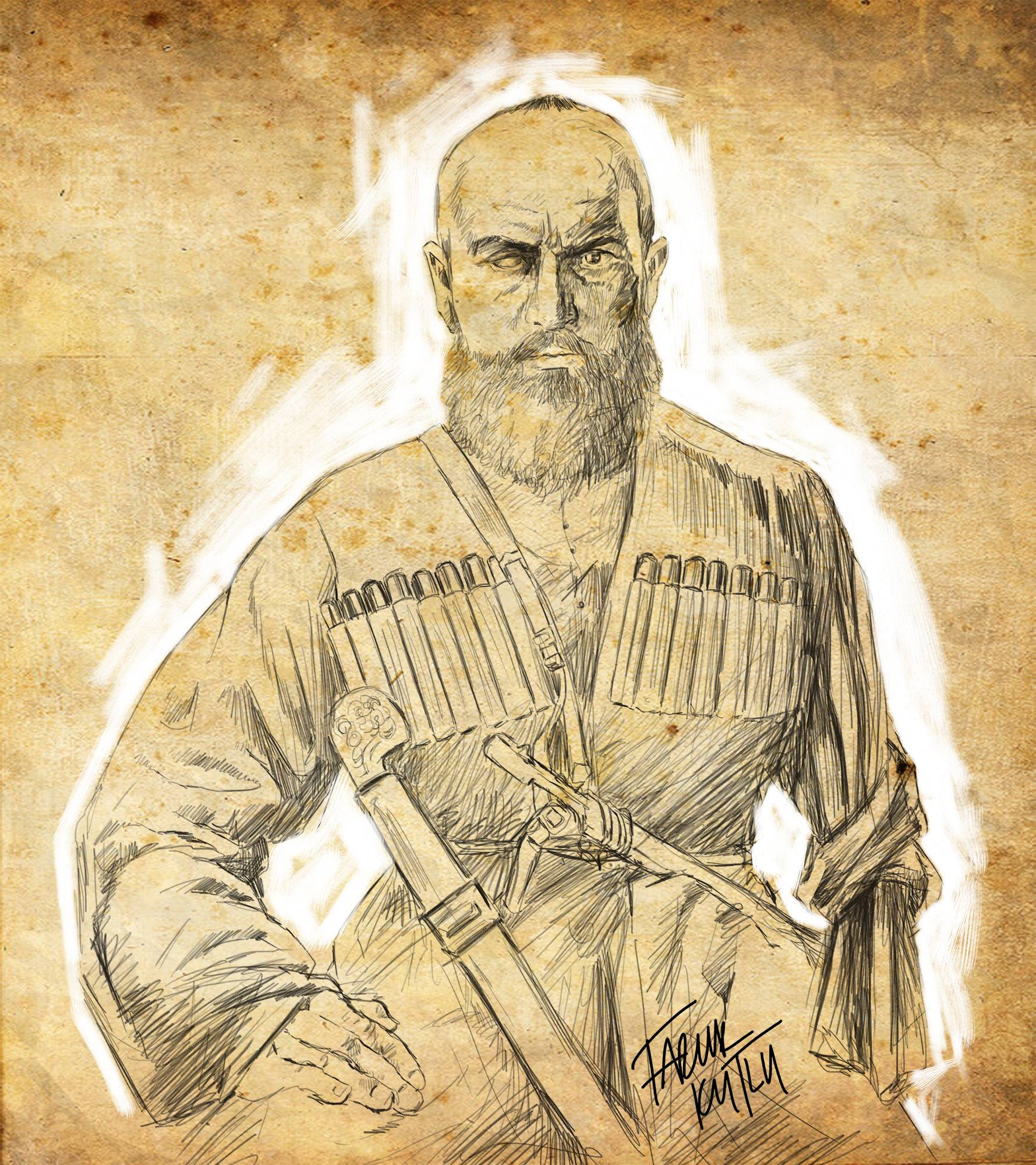
Недостоверный портрет Байсангура. Автор Фарук Кутлу

Байсангу́р (Байсунгу́р) Бено́евский (чечен. Бенойн БойсгӀар) (1794 год, Беной, Чечня — 1861 года, Хасавюрт, Кумыкский округ, Терская область) — чеченский полководец XIX века, наиб Беноевского общества, активный участник Кавказской войны — командовал беноевским повстанческим отрядом. После сдачи имама Шамиля в плен, 1859—1861 годах имам Чечни (Ичкерия, Аргунский округ, Горная Чечня).  Один из руководителей восстания 1860—1861 годов. Национальный герой чеченского народа.

## Биография

### Происхождение
Чеченец по национальности, происходил из чеченского тайпа беной, из общества Нохчмахкхой, из которого также происходят некоторые другие чеченские военачальники, как Султан-Мурад Беноевский, Далхан Хожаев, Рамзан Цакаев и другие.
Родился в 1794 году в чеченском ауле Беной, по версии историка Д. А. Хожаева в семье крестьянина Баршкъи из рода Эди. О его жизни до 1830-х годов сведений практически нет, однако известно, что в 1825—1826 годах Байсангур принимал участие в восстании под руководством Бейбулата Таймиева.
В 1828 году, когда Гази-Мухаммад был провозглашён имамом Дагестана, примкнул к его движению. Аул Беной стал опорой Гази-Мухаммада в Чечне. Журналист М. Н. Чичагова в 1889 году писала об этом:
Жители этого аула, окружённого лесными дебрями, всегда отличались непокорностью и не скрывали своей ненависти к русским. Они охотно оказали гостеприимство Шамилю.
Согласно Б. И. Гаджиеву, в 1834 году Байсунгур примкнул к национально-освободительному движению горцев Дагестана и Чечни, а в 1839 году его семья приняла у себя защитников Ахульго, Шамиля и его мюридов.

## Наиб имама Шамиля
К 1846 году в боях с российскими войсками графа М. С. Воронцова наиб потерял руку и глаз, а в 1847 году в боях за Гергебиль ему пушечным ядром оторвало ногу. В результате такого серьёзного ранения он попал в плен к царским войскам, из которого его вызволили мюриды Шамиля, напавшие на конвой, который переправлял Байсунгура в крепость Грозный. Согласно народным преданиям, чтобы он мог держаться в седле, его привязывали к лошади.
Байсангур отличался необыкновенным безобразием: рябой, одноглазый, с одной ногой, с одной рукой, искривлённой в дугу. Указывая на свои глаза, руки и ноги, Байсангур говорил Гази-Мухаммаду:
Все эти раны и увечья я получил сражаясь против русских и теперь я уж больше не гожусь. Подумай не будет ли тебе стыдно, что ты возьмёшь в аманаты этакую дрянь? Возьми-ка лучше кого-нибудь другого, от кого можно ожидать проку больше, чем от меня.
По мнению чеченского филолога Ю. А. Айдаева, ногу Байсангуру ампутировал Н. И. Пирогов.
25 августа 1859 года после осады крепости Гуниб имам Шамиль решил сдаться в плен. По лакским преданиям, Байсунгур категорически не согласился с решением имама, и, настаивая на продолжении сопротивления утверждал, что прорвётся в Чечню.
В ночь на 25 августа 130 «охотников» (добровольцев) Апшеронского полка поднялись на южную сторону горы и выбили оттуда горцев. В это же время начались одновременно подъём и атака неприятеля и с других сторон, при которой особо отличились солдаты Ширванского полка.
К 9 часам с западной стороны на Гуниб поднялись части Дагестанского полка, и практически вся гора была в руках штурмующих. Исключение составляли несколько построек в самом ауле, где укрылись Шамиль и 40 оставшихся в живых мюридов.

На горе продолжалась перестрелка в лесистых склонах, холмах около аула, в пещерах и оврагах. Некоторые мюриды скрылись в скалах и их везде пытаются найти.
Подойдя к аулу от которого отделены глубоким оврагом Шамиль там! Останавливаемся на лесистом холме. В аул брошено несколько бомб и кругом стоят на всех холмах и во всех оврагах 8. 000 войска. За нами в лесу стоит цепь, потому что мюриды ещё рыскают и скрываются по пещерам.— «Частное письмо о взятии Шамиля».
По мнению ряда современных исследователей, Байсангур вместе со своим отрядом всё же прорвался через окружение царских войск и ушёл в Чечню, вернувшись в Беной.
Вместе с тем, историк П. И. Тахнаева высказала сомнения в факте участия Байсангура в событиях, связанных с осадой Гуниба. Позиция П. И. Тахнаевой обусловлена фактическим отсутствием каких-либо документальных материалов, подтверждающих присутствие наиба в этом регионе в указанный период:
… факт присутствия наиба Байсунгура на Гунибе в августе 1859 г. выступает не более чем вымыслом, поскольку широко распространённое предание не находит подтверждения ни в местных, ни в российских источниках (штабной и официальной военной корреспонденции, многочисленных воспоминаниях современников, участников осады и др.). Возможно, этот драматический сюжет получил распространение после издания исторического романа чеченского писателя А. Айдамирова «Долгие ночи» (Грозный, 1972). Немногим позднее, но без каких либо ссылок, этот сюжет как исторический факт был введён в научный оборот чеченским историком Долханом Хожаевым в несколько беллетризованном исследовании «Чеченцы в русско-кавказской войне» (Грозный, 1998).

## Имам Чечни
8 мая 1860 года Байсангур, Султан-Мурад Беноевский и бывшие наибы Шамиля Ума Дуев и Атабай Атаев подняли новое восстание в Чечне.
Начало беспокойства в горном Беное началось следующим образом: известный Наиб Байсангур, решил умереть, но не сдаваться русским. В начале мая 1860 года, когда леса оделись листьями, по принуждению военных большинство выселившихся из Беноя опять ушли самовольно в Беной, выбрали между собой имама Байсангура и дали клятву не покоряться русским. Вскоре после этого в Беной явился с отрядом в полк Алибек Пензулаев, потребовал от местных жителей содействия к розыску и поимке Байсангура. На что Беноевцы ответили, что не будут искать имама Байсангура. На это им ответили, что если они не исполнят предъявленного требования, то будут выселены из мест своего жительства на равнину. Эта угроза и была причиной их восстания.
В июне того же года отряд Байсангура и Солтамурада нанёс поражение войскам русского генерал-майора М. А. Кундухова в бою около местечка Пхачу. В октябре 1860 года командующий войсками генерал Кемпферт, прибыл в округ Ичкерии с 9-ю батальонами пехоты для подавления восстания.
Из рассказа 27 октября 1860 года Магомета Нурачаева, пристава трёх селений Ашильты, Бетль, и Карасу-Ахкент в г. Калуга:
В разговоре Магомет коснулся последних волнений в Ичкерии и Чечне. Руководителями этих движений он назвал трёх бывших Наибов Шамиля Байсангура, Атабая и Умму. Затем дело остановилось за Байсангуром который в настоящее время имеет в своём расположении уже более 300 человек и находится с ними в окрестностях Беноя.
Рассказ свой Магомет заключил словами, сказанными однажды Шамилем и приведёнными в одном из предыдущих дневников. Шамиль говорил, что хотя наступающая зима и даёт возможность окончательно справиться с Байсангуром, во всяком случае уничтожение его отряда обойдётся дорого потому, что Байсангур не только сам не сдастся в руки живой, но и сумеет передать энтузиазм свой людям, которые решились разделить с ним участь.
Гази-Мухаммад рассказал один эпизод, когда Байсангуру было предложено сдаться. Посланные флигель-адъютанта полк Черткова, сделали это предложение, разговаривая с ним на кладбище. В ответ Байсангур указал на ближайшие могилы и сказал: вот с ними поговорите вы о вашем деле, они вас услышат скорее, нежели я. Рассказ свой Гази-Мухаммад заключил теми самими словами, которые были сказаны его отцом в минувшем месяце. Подтверждая их теперь снова, Имам Шамиль сказал: «Да, это такой человек, я его хорошо знаю, он ни за что не изменит своему слову… Но впрочем он больше ничего не желает, как только умереть, сражаясь против христиан».

Что-же касается аула Беной, жители котораго, какъ намъ известно, всегда отличались: преданностью къ Шамилю и ненавистью къ Русскимъ, то по убежденiю Шамиля, не столько опасно ихъ недоброжелательство, сколько фанатическая ненависть къ Русскимъ Наиба ихъ Байсунгура по прозванiю «Биргезъ» *)

Возстанie этого аула, если только живъ Байсунгуръ, неизбежно Въ награду необыкновенной храбрости и преданности делу Газавата, Байсунгуръ получилъ отъ Шамиля дивъ медали. Когда Гунибъ палъ, Байсунгуръ поклялся всенародно не снимать своихъ медалей и не прекращать войны съ Русскими до техъ поръ, пока не слетитъ съ него голова Поэтому на преданность Беноевцевъ тогда только можно будеть положиться, когда не будеть между ними Байсунгура Но этого, кажется, иначе нельзя достигнуть какъ съ его смертью, потому что живымъ онъ едва-ли отдастся въ наши руки— Акты, собранные Кавказской археографической комиссией. Том XII. с- 1446, 1447

## Пленение и казнь

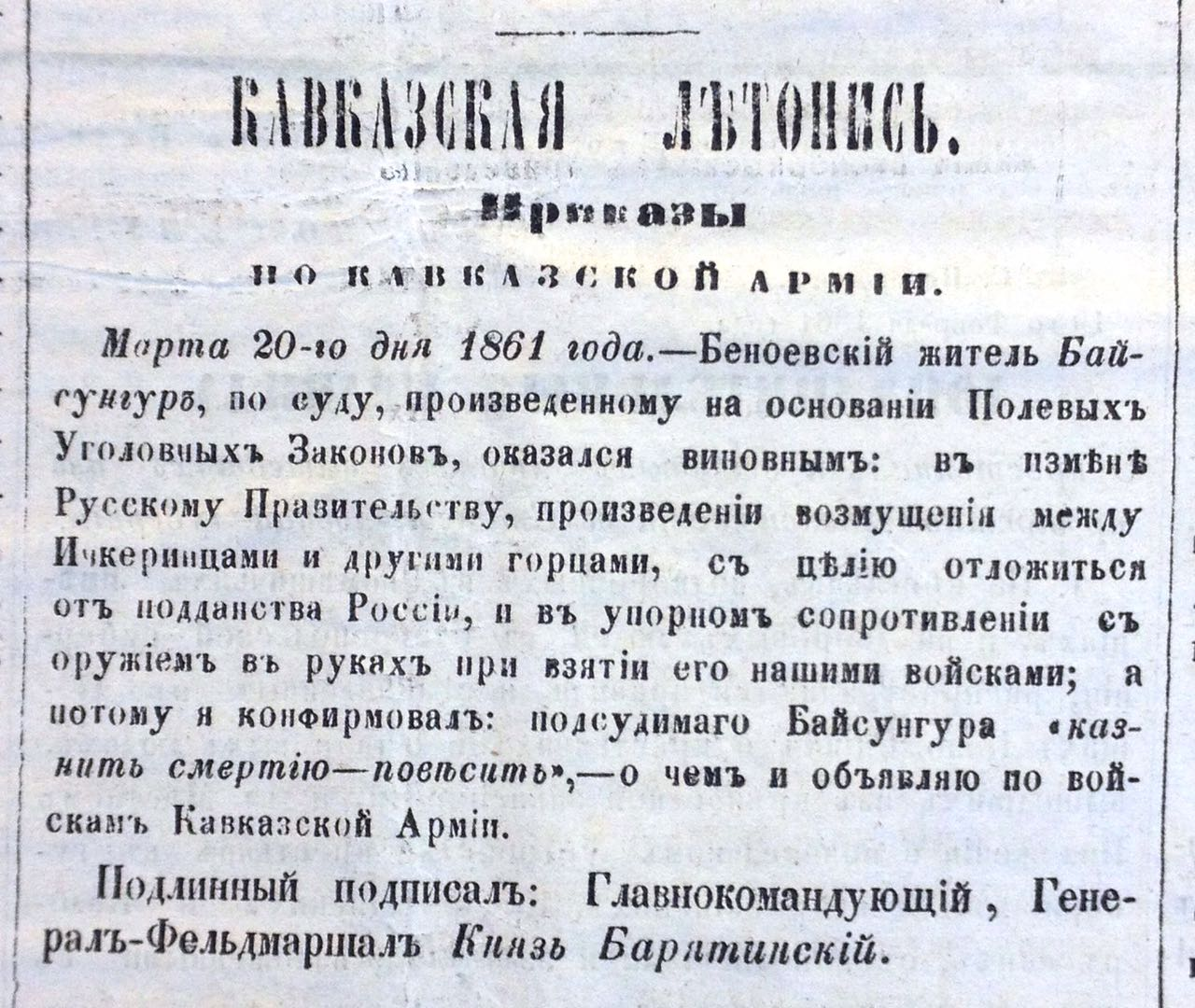
Приказ по Кавказской Армии от 20 марта 1861 года <о казни через повешение Байсунгура Беноевского>

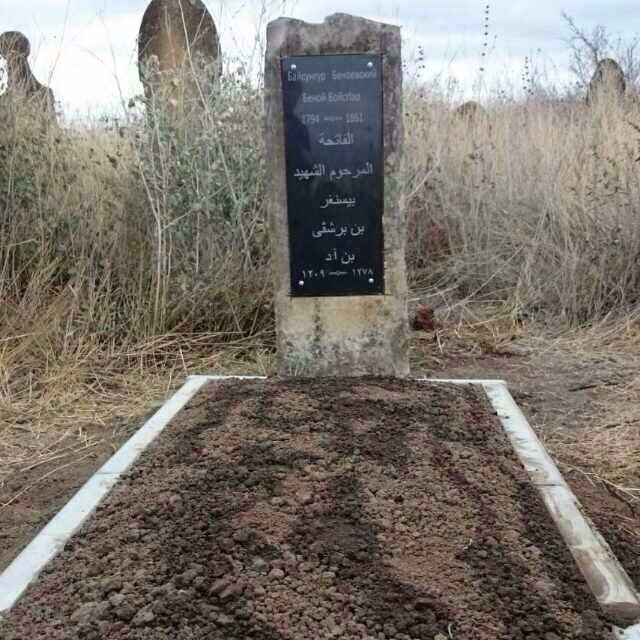
Могила Байсангура (Кладбище села Ярыксу-Аух, 2016 год)

В начале 1861 года в Горную Чечню выступили отряды: из Майртупа — генерал-майора М. А. Кундухова, из Хаби-Шовдана — полковника Н. Н. Головачёва, из крепости Ведено — подполковника Арцу Чермоева. 9 января они соединились у аула Белгатой под общим начальством М. А. Кундухова. В течение второй половины января М. А. Кундухов разрушил 15 горных чеченских аулов, выселив жителей на равнину. Восстание было подавлено. Байсангур с несколькими приближёнными укрылся в районе аула Беной. 17 февраля в стычке у местечка Бена-дук в окрестностях Беноя под Байсангуром убило коня, а сам наиб попал в плен вместе со своими сыновьями. Они были заключены в Хасавюртовскую тюрьму и вскорости преданы военно-полевому суду. Согласно источнику из РГВИА, «несмотря на отчаянное сопротивление, Байсангур и четыре его сподвижника были взяты в плен».
В марте 1861 года Байсангур Беноевский был приговорён к повешению по приговору военно-полевого суда, состоявшегося по приказу генерал-майора П. И. Кемпферта. Казнь состоялась на площади Хасавюрта, на том месте, где позднее была построена православная церковь. В чеченских преданиях сохранился рассказ о том, что для того чтобы выбить табурет, на котором стоял Байсангур, был вызван за деньги палач-доброволец из толпы. Как пишет Д. А. Хожаев, Байсангур сам соскочил с табуретки.
Наиба похоронили на одном из кладбищ Ауха на перекрёстке трёх дорог. Другие участники восстания, в том числе сыновья Байсангура Алхазур и Тахир, были сосланы в Сибирь.

## Память и отражение в массовой культуре

Памятник Байсангуру Беноевскому в Грозном

- В ряде населённых пунктов Чечни и Дагестана есть улицы имени Байсангура Беноевского.
- Образ Байсангура выведен в историческом романе А. А. Айдамирова «Долгие ночи» (чечен. Еха буьйсанаш, Грозный, 1972[35], 2 изд., 1990[36], 2006[37]; русский перевод 1996[38], 2004[39]; арабский перевод 1998).
- Песня Имама Алимсултанова для акустической гитары «Гуниб» (1991) посвящена обороне Гуниба и участию в этих событиях Байсангура Беноевского[40].
- Чеченский бард Тимур Муцураев посвятил Байсангуру песню от 1997 года с одноимённым названием[41], а также песню «Гуниб» (1998), в которой фигурирует Байсангур, посвящённую обороне Гуниба[42].
- Документальный сюжет № 32 «„Таш адам“ — Человек из камня. Байсангур Беноевский» из серии телепередач «Знаменитые чеченцы. ЖЗЛ» Информационного канала «Чеченинфо», ЧГТРК «Грозный», эфир от 24 октября 2009[43].
- В декабре 2020 года Октябрьский район Грозного был переименован в Байсангуровский[44].
- В августе 2022 года в Грозном был установлен памятник Беноевскому[45][46].
- В октябре 2023 года сообщено о формировании в Северо-Кавказском военном округе войск Росгвардии батальона имени Байсангура Беноевского[47].